# 莫拉尔德萨亚戈
莫拉尔德萨亚戈（西班牙語：Moral de Sayago）是西班牙卡斯蒂利亚-莱昂萨莫拉省的一个市镇。总面积67平方公里，总人口366人（2001年），人口密度5人/平方公里。